# Aschbach (Moosalbe)
Der Aschbach, von der Quelle an auf fast halber Länge Rambach genannt, ist ein nahezu 15 km langer rechter Nebenfluss der Moosalbe im nordwestlichen Pfälzerwald (Rheinland-Pfalz).

## Geographie

### Verlauf

#### Oberlauf Rambach
Den amtlichen Karten zufolge heißt der Oberlauf des Aschbachs fast bis zum Weiler Weiherfelderhof Rambach. Dessen Quelle, der Rambachbrunnen, liegt auf 429 m Höhe am Südhang eines kleinen Tals südöstlich von Mölschbach, das als Ortsbezirk zu Kaiserslautern gehört.
Nach 1,4 km nimmt der Rambach am Südrand von Mölschbach einen Zufluss von links auf, den Eulenmühlenbach, der am Zusammenfluss mit seinen 2,4 km Länge die des Rambachs selbst übertrifft. Die Quelle des Eulenmühlenbachs, der sogenannte Schreederbrunnen auf 431 m Höhe, ist seit 1935 in Stein gefasst.
Vom Zusammenfluss aus fließt das Gewässer zunächst noch als Rambach durch Mölschbach. An der Grenze zwischen Stadt- und Landkreis Kaiserslautern, kurz vor dem Weiherfelderhof, wechselt der Name zu Aschbach.

#### Unterlauf Aschbach
Der Aschbach passiert später den zu Trippstadt gehörenden Weiler Aschbacherhof, die Alte Schmelz und das Jagdhaus, unterhalb dessen der Bach einen Woog, den etwa 180 m langen und bis 40 m breiten Jagdhausweiher, durchfließt. Ab der Kreisstraße 53, die nach Stelzenberg führt, bildet der Bach die Grenze zwischen Kaiserslautern und dem Landkreis bis zum Weiler Espensteig, der auf der Gemarkung des Kaiserslauterer Ortsbezirks Hohenecken liegt. Im Süden grenzt hier die Ortsgemeinde Stelzenberg an.
Bei Espensteig wendet sich das Gewässer nach Süden und wird nun 3 km weit von der Biebermühlbahn und der Bundesstraße 270 (Kaiserslautern–Pirmasens) begleitet. In diesem Talstück durchfließt der Aschbach einen weiteren Woog, den etwa 10 Hektar großen Walzweiher. Bald nach dessen Stauwehr mündet der Bach beim aufgelassenen Eisenbahn-Haltepunkt Karlstal nördlich von Schopp von rechts in die hier deutlich wasserärmere Moosalbe.

Wooge
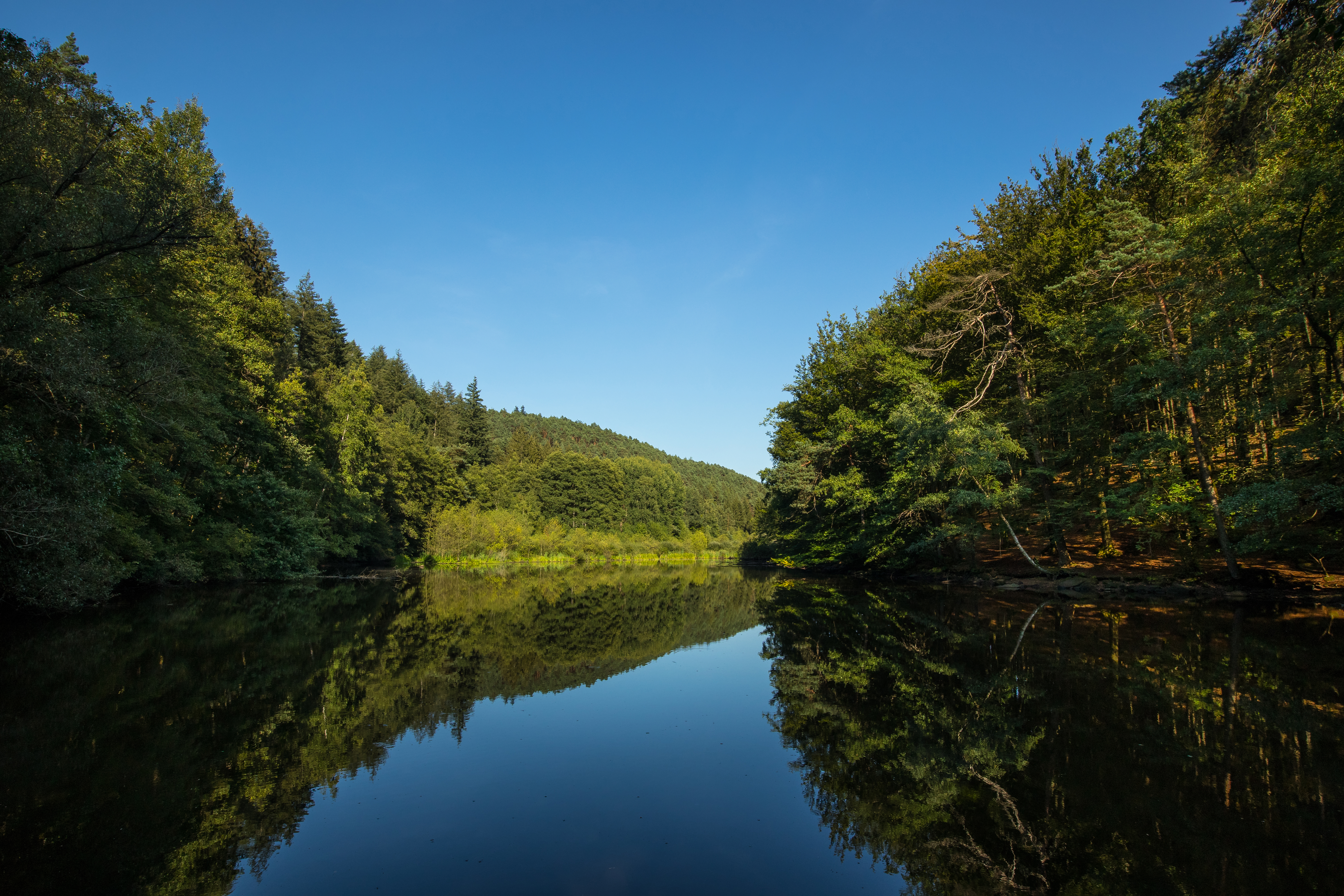
Jagdhausweiher
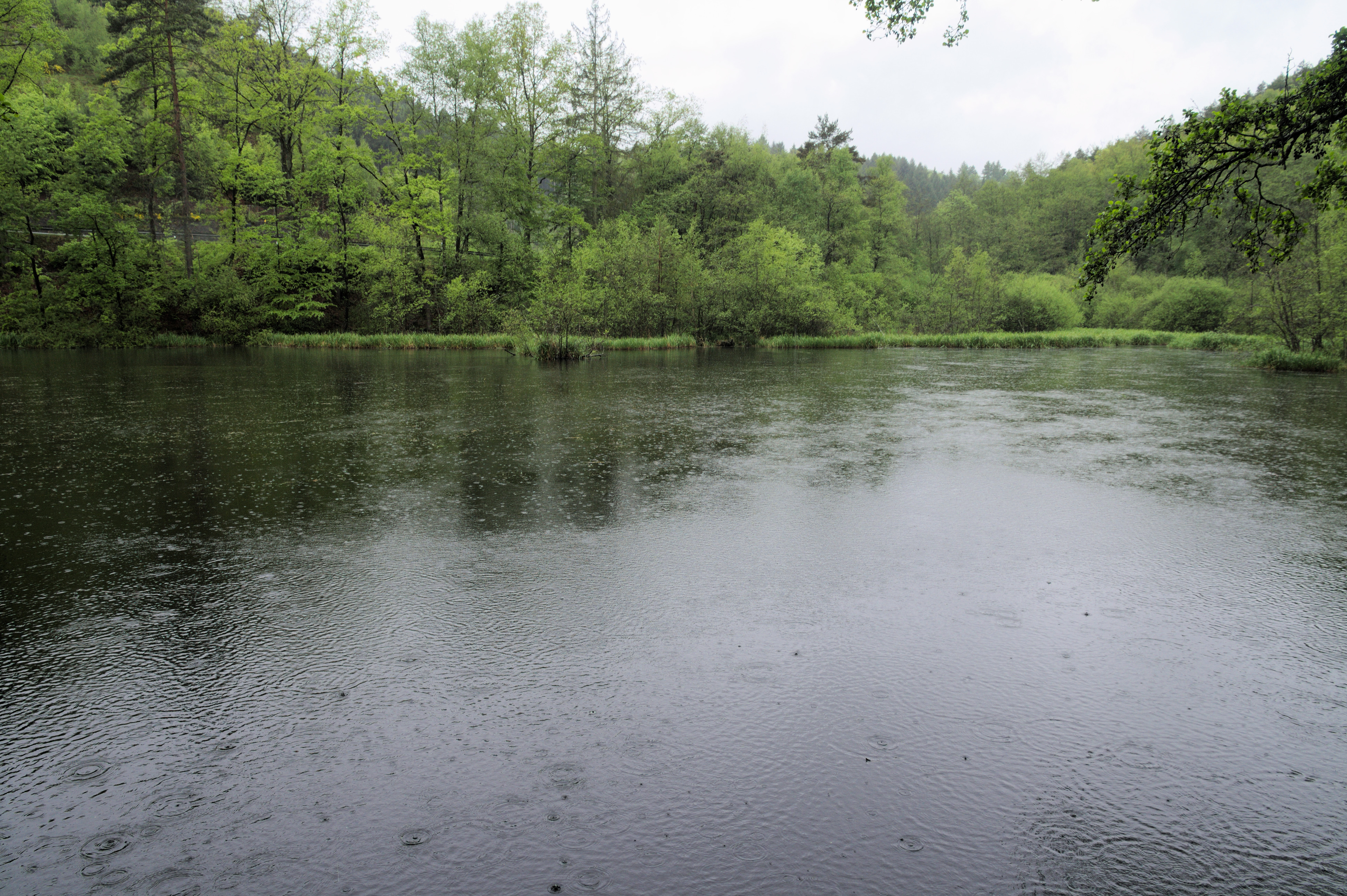
Walzweiher

Der etwa 14,6 km lange Lauf des Aschbachs endet 154 Höhenmeter unterhalb seiner Quelle, er hat somit ein mittleres Sohlgefälle von ungefähr 11 ‰.

### Zuflüsse
Die Zuflüsse sind von der Quelle zur Mündung aufgelistet.

#### Abschnitt Rambach
- Eulenmühlenbach (links), 2,4 km
- Stünebächel (rechts), 0,5 km
- Neuer Letzbach (rechts), 1,3 km

#### Abschnitt Aschbach
- Hirschsprungbach (links), 3,9 km
- Schützenackerbach (links), 3,1 km
- Bärenbach (rechts), 1,7 km
Der Bach mündet in einen Nebenarm.[4]
- Hoheneckermühlbach oder Gelterswoogbach (rechts), 4,9 km
Der Bach hat ein Einzugsgebiet von 15,7 km²[4] und wird 1 km vor seiner Mündung zum bis 13 Hektar großen Gelterswoog gestaut.[4]